# Месник (фільм, 2008)
«Месник» (англ. The Spirit) — американський кінофільм, бойовик режисера Френка Міллера, знятий за однойменним коміксом у студії DC Comics.

## Сюжет
Денні Кольт, надівши маску, став битися з злочинним світом під ім'ям Месник. Вирішивши зробити життя громадян свого рідного міста безпечним, Месник почав переслідувати всіх негідників і шукати шляхи знищення найжахливішлго з них, відомого під ім'ям Спрут. Навколо Месника завжди повно фатальних жінок: блискуча і холодна Сількен Флос, спокуслива викрадачка коштовностей Санд Сареф, сильна і розумна докторка Елен Долан, танцюристка Парижанка, яка прекрасно володіє ножем…

## У ролях
| Актор              | Роль                          |
| ------------------ | ----------------------------- |
| Гебріел Махт       | Денні Кольт / Месник          |
| Семюел Л. Джексон  | Спрут                         |
| Скарлетт Йоганссон | Шовкова Нитка                 |
| Єва Мендес         | Піщинка                       |
| Джеймі Кінг        | сирена Лорелей Рокс           |
| Пас Вега           | Алебастр                      |
| Сара Полсон        | докторка Еллен Долан          |
| Стана Катіч        | Моргенштерн                   |
| Джонні Сіммонс     | молодий Денні Кольт           |
| Сейшелл Гебріел    | молода Піщинка                |
| Луїс Ломбарді      | Фобос (один з посіпак Спрута) |

## Знімальна група
- Режисер — Френк Міллер
- Сценарист — Френк Міллер, Вілл Айснер
- Продюсер — Джефф Ендрік, Майкл Барнс
- Композитор — Білл Поуп